# Vittorio Minguzzi
Vittorio Minguzzi (Bagnacavallo, 5 marzo 1912 – Roma, 20 maggio 1977) è stato un aviatore e generale italiano.
Pilota di grande esperienza della Regia Aeronautica partecipò alla seconda guerra mondiale, dove divenne un asso dell'aviazione e fu decorato più volte per il valore dimostrato in combattimento. Dopo la fine del conflitto raggiunse il grado di Generale di squadra aerea. Era accreditato di 3 vittorie sui biplani C.R.32 in Spagna ed un totale di 12 durante la seconda guerra mondiale. Tra il 1 giugno 1938 ed il 20 luglio 1943 volò per 1.051 ore operative, partecipando a 296 sortite, 34 combattimenti aerei e 24 missioni di bombardamento ed attacco a terra.

## Biografia
Nacque il 5 marzo 1912 a Bagnacavallo, ed appassionatosi al mondo dell'aviazione nel 1933 entrò nella Regia Aeronautica, iniziando a frequentare la Regia Accademia Aeronautica di Caserta, 'Corso Nibbio, da cui uscì con il grado di sottotenente nel 1936, assegnato 6º Stormo di Gorizia.
Nel 1937 divenne comandante della 153ª Squadriglia, unendosi alla pattuglia acrobatica che rappresentava lo Stormo, partecipando nel 1938 alla Rivista H in onore del Cancelliere tedesco Adolf Hitler in visita ufficiale in Italia.

### Nella guerra civile spagnola
Nel giugno 1938 partì volontario per combattere nella guerra civile spagnola con il grado di tenente, venendo assegnato al XVI Gruppo dell'Aviazione Legionaria equipaggiato con i caccia Fiat C.R.32.
Il 13 luglio, il primo giorno dell'offensiva su Valencia, i gruppi da combattimento nazionalisti effettuarono due sortite senza incontrare nessun velivolo nemico.
Durante la seconda sortita tre Heinkel He 51 spagnoli rimasero danneggiati e uno fu distrutto in un quarto attacco, il suo pilota, il tenente Rafael Serra Hamilton, fu ucciso quando l'aereo venne abbattuto dalla contraerea nell'area di Tortosa.
L'Aviazione Legionaria ebbe più successo abbattendo quattro caccia Polikarpov I-15 ed un bombardiere Tupolev SB contro la perdita di un singolo velivolo. Appartenente alla 25ª Squadriglia, alle 9:30 di quel giorno rivendicò la sua prima vittoria condivisa contro un I-15, abbattuto su Albentosa. Alle 16:30 del 21 settembre ne rivendicò un'altra a spese di un I-15 su Venta de Camposines, ed alle 16:00 del 23 settembre reclamò un I-16, condiviso, su Corvera de Asturias.
Nell'ottobre 1938 fu trasferito nel XXIII Gruppo "Asso di Bastoni" pilotando un CR.32 (codice "3-11") della 19ª Squadriglia. Qui alle 15:30 dell'8 ottobre rivendico la sua prima vittoria contro un I-16 su La Fatarella, cui ne seguì una condivisa alle 16:00 del 9 ottobre contro un I-16, abbattuto insieme ad altri tre piloti su Ascó.
Alle 12:00 del 28 dicembre rivendicò l'abbattimento di due I-15 su Aspa, ed alle 11:30 del 13 gennaio 1939 il danneggiamento di tre I-15 su Montblanc.
Alle 09:30 del 1º febbraio ha rivendicò un I-16 condiviso insieme ad altri tre piloti su Palamós, ed alle 09:50 del 5 febbraio la distruzione di un Delphine e due I-16 a Vilajuïga.
Al termine del conflitto aveva compiuto 127 missioni, partecipando ad 11 combattimenti aerei e 3 sortite di attacco al suolo, venendo accreditato di 3 o 4 vittorie condivise, una probabile e 3 aerei distrutti a terra.
Rientrato in Patria fu inviato al 22º Gruppo del 52º Stormo Caccia Terrestre di stanza sull'aeroporto di Ciampino, assumendo il comando della 359ª Squadriglia con il grado di capitano. All'inizio del 1940 lo Stormo iniziò la transizione sui monoplani Fiat G.50 Freccia.

### Seconda guerra mondiale
Dopo l'entrata in guerra dell'Italia, avvenuta il 10 giugno 1940 partecipò alla breve campagna contro la Francia, effettuando 9 sortite dall'aeroporto di Pontedera, principalmente contro la Corsica.
Nel dicembre 1940 il 22º Gruppo perse le Squadriglie 357ª e 358ª e divenne autonomo dal 52º Stormo, e nel gennaio 1941 comprendeva le Squadriglie 362ª e 369ª ed iniziando il passaggio al Aermacchi C.200 Saetta.
Il 6 marzo 1941 il 22º Gruppo si trasferì sull'aeroporto di Tirana come Gruppo Autonomo, prendendo parte alle operazioni contro la Grecia e all'invasione della Jugoslavia. 
Alle 16:35 del 12 aprile colpì un Bristol Blenheim a terra a Podgorica, ed alle 17:50 del 15 aprile un Blenheim a terra a Paramithia.
Tra marzo e aprile 1941 effettuò 28 sortite sostenendo 3 combattimenti aerei e 7 missioni di attacco al suolo sull'area dei Balcani, venendo accreditato di una vittoria, una condivisa, una probabile e 9 aerei distrutti a terra.
Nel luglio 1941 la 371ª Squadriglia fu assegnata al Gruppo per operare in Unione Sovietica sotto il controllo del C.S.I.R.. Il 9 agosto  il 22º Gruppo, con tutti gli aerei, partì da Tirana, e via Belgrado, Bucarest, arrivò a Tudora. 
Arrivato a Krivoj Rog il 26 agosto, il giorno successivo il 22º Gruppo effettuò la sua prima missione bellica in Russia quando 17 C.200 pattugliarono l'area in cui si trovava la 9ª Divisione fanteria "Pasubio" tra le 15:00 e le 18:30, volando su Dnepropetrovsk-Nowomoskow.
Alle 17:15 i C.200 intercettarono una formazione di caccia e bombardieri sovietici su Dnjpropetrovsk, reclamando l'abbattimento di sei Tupolev SB (segnalati come SB-2) e due I-16, oltre a quello probabile di ulteriori due SB e due I-16. Seguendo l'avanzata delle truppe, la 359ª Squadriglia si trasferì sull'aeroporto di Zaporižžja il 20 ottobre.
Il 9 dicembre 1941 la squadriglia si trasferì nell'aeroporto avanzato di Donec'k da dove partecipò da sola alla cosiddetta "Battaglia natalizia" (25-29 dicembre), accreditata con 15 vittorie, ma al cui termine aveva solo quattro C.200 pronti al combattimento.
All'alba del 25 dicembre le linee italiane vennero attaccate dalle truppe sovietiche ed i C.200 si alzarono in volo a sostegno delle truppe di terra.
Alle 08:50 guidò una sezione di C.200 oltre Bulawa intercettando i caccia nemici e cinque di loro furono dichiarati abbattuti senza perdite. Egli ne rivendicò uno (un Polikarpov I-180).
Al suo comando il 26 dicembre sei C.200 decollarono dalla nuova base di Stalino (Donec'k), e con tre di essi attaccò una lunga colonna di veicoli corazzati, ai cui lati marciavano linee di uomini in assetto da combattimento. Gli aerei mitragliarono gli uomini, le attrezzature ed i veicoli, che andarono completamente distrutti, mentre i soldati sopravvissuti scappavano in tutte le direzioni o si gettarono a terra.
Poco prima di mezzogiorno del 28 dicembre i C.200 intercettarono aerei sovietici tra Timofejevskiy e Polska, reclamando l'abbattimento di nove di essi; sei dalla 359ª Squadriglia e tre dalla 369ª Squadriglia. Tre le 11:20 e le 11:40 reclamò l'abbattimento di due I-16 su Timofejevskiy.
Il capitano Giorgio Jannicelli, che era stato nominato comandante interinale del 22º Gruppo dopo il ritorno in Italia del comandante titolare Giovanni Borzoni, il 12 dicembre fu abbattuto e ucciso vicino alla stazione di Bowolin, ed egli assunse il comando interinale del Gruppo.
Il 4 febbraio 1942 nove C.200 della 359ª e 369ª Squadriglia decollarono da Stalino alle 11:00 per attaccare l'aeroporto sovietico di Krasnyi Lyman. Dieci aerei sovietici sono stati dichiarati distrutti a terra e altri sei danneggiati. Sopra la base i Macchi fronteggiarono cinque I-16 di cui tre furono dichiarati abbattuti; uno dal lui.
Il 5 febbraio Krasnyi Lyman viene nuovamente attaccato dalle stesse unità, e questa volta undici aerei sovietici furono dichiarati distrutti a terra. Di nuovo gli I-16 decollarono per intercettare gli aerei italiani, che reclamarono l'abbattimento di due di loro, ed egli ne rivendicò uno alle 07:20.
Il 14 febbraio lasciò il comando interinale del 22º Gruppo, ed il 28 febbraio una formazione mista della 362ª Squadriglia 369ª Squadriglia (4 piloti) e la 359ª Squadriglia, condotte dal comandante del 22º Gruppo, maggiore Giuseppe D'Agostinis, andò in volo per una missione di caccia libera. Alle 15:00 intercettano dieci caccia sovietici identificati come "I-26" (probabilmente un Yakovlev Yak-1) e "I-27" (probabilmente Yakovlev Yak-7 a 4.500 metri sopra Alexandrowka. I piloti della 362ª e 369ª Squadriglia rivendicarono l'abbattimento condiviso di due "I-26", di cui egli ne rivendicò uno ed un probabile "I-27". Rimase a Stalino con la 359ª Squadriglia fino al 5 marzo, affrontando una dura lotta nell'inverno russo con tempeste di neve, venti siberiani, piste ghiacciate e temperature dell'ordine di −54 °C.
Insieme al 22º Gruppo la 359ª Squadriglia rientrò in Italia prima della trasformazione da CSIR in ARMIR, lasciando l'aeroporto di Stalino il 12 marzo, per arrivare in Italia il 7 maggio. 
Fino a quella data era accreditato di 8 vittorie (secondo il suo diario di bordo), 33 vittorie condivise, 3 aerei e 13 condivisi distrutti a terra, una locomotiva, e circa 20 autoblindate e carrozze.
Il 22º Gruppo fu inviato di stanza sull'aeroporto di Capodichino, riequipaggiandosi sui Reggiane Re.2001  per essere utilizzato come caccia-bombardiere. A Napoli assunse il comando del 22º Gruppo, prima come capitano facente funzioni poi a pieno titolo.
Il 22º Gruppo (359ª, 362ª e 369ª Squadriglia) eseguì scorte navali e prese parte alla battaglia di mezzo agosto  prima di essere inviato in Sicilia per prendere parte all'offensiva nell'ottobre del 1942 contro Malta. L'unità fu poi trasferita in Sardegna per contrastare l'operazione Torch, e durante questo periodo effettuò 28 sortite, partecipando a 2 combattimenti aerei e a 4 missioni di bombardamento.
Dopo essere stato colpito da una febbre tifoidea il 13 novembre fu ricoverato in ospedale dove rimase fino al gennaio 1943, quando riprese il comando del 22º Gruppo a Capodichino, con il compito di difendere la città ed il suo porto.
Il Gruppo era allora organizzato su quattro Squadriglie (359ª, 362ª, 369ª e 371ª Squadriglia) che operavano con un misto di velivoli da caccia C.202 Folgore, Re.2001, C.200 e C.R.42CN per volo notturno, ricevendo alla fine del mese di febbraio anche i Dewoitine D.520 di preda bellica assegnati alla 359ª Squadriglia. Il 2 febbraio fu promosso maggiore, e il 1º marzo egli rivendicò un bombardiere quadrimotore B-24 Liberator mentre volava a bordo di un D.520.
Il 22º Gruppo ricevette anche il prototipo del Re.2005 Sagittario (MM.494), con cui effettuò il suo primo volo con questo aereo il 7 marzo, trasferendolo a Napoli-Capodichino dove venne assegnato alla 362ª Squadriglia, rimanendo a disposizione del comandante di Gruppo.
Il 24 marzo effettuò la sua prima missione con il Re.2005 quando Napoli venne attaccata senza alcun esito; invece, il 02/04/1943 alle 18,45 con il RE 2005 scortato da 3*Macchi 202, oltre 3*D. 520, 8*Macchi 202 e 6*Macchi 200, rivendicò l'abbattimento di un B-24 sull'isola d'Ischia il 2 aprile (Bollettino di guerra del Comando Supremo 1043 del 03/04/1943, sebbene ivi si parli di due abbattimenti).
Nel mese di aprile la 362ª Squadriglia ha ricevuto altri tre Re.2005 dalla "Serie 0" ed alle 13:30 del giorno 28 il 22º Gruppo fece decollare quattro Re.2005, undici C.202 ed un D.520 da Capodichino per intercettare un folto gruppo di B-24 Liberator, scortati da trenta caccia, che intendevano bombardare Napoli. 
A 7.000 metri gli aerei italiani intercettarono i 30 B-24 che volavano in due gruppi, ciascuno composto da tre sezioni di cinque bombardieri. Il 22º Gruppo rivendicò l'abbattimento certo di un B-24 (Minguzzi) e 4 probabili. Il suo aereo fu poi colpito al sistema di raffreddamento del propulsore Daimler-Benz DB 605 e dovette effettuare un atterraggio di emergenza a Capodichino senza ulteriori danni al velivolo.
Il 10 luglio l'unità, con otto Re.2005 in dotazione, fu rischierata in Sicilia a difesa degli sbarchi alleati sull'isola, ma quattro giorni dopo tutti gli aerei risultavano fuori servizio e presto ritornarono sul continente per la difesa di Roma. Decollato con un Re.2005 dall'aeroporto di Capua alle 14.20 del 20 luglio, mentre saliva di quota il motore prese fuoco e dovette mettere l'aereo in picchiataal fine di provare a spegnere l'incendio prima di tentare un atterraggio di emergenza. Nel tentativo di ridurre la velocità, guidò l'aereo sulla cima di una fila di pioppi prima di atterrare nella radura. L'impatto fu molto violento, con l'aereo che si disintegrò, ma sopravvisse venendo ricoverato all'ospedale di Aversa, dove lo colse la proclamazione armistizio dell'8 settembre.
Dopo la capitolazione italiana entrò a far parte dell'Aeronautica Cobelligerante Italiana come istruttore di volo sui Bell P-39 Airacobra e Martin 187 Baltimore a Campo Vesuvio (nei pressi di Napoli-Ottaviano) e Gaudo (vicino a Paestum), prestando servizio come direttore della scuola di volo sull'aeroporto di Frosinone.
Al termine della guerra era decorato con quattro Medaglie d'argento, una di bronzo, una Croce di guerra al valor militare e quattro Croci al merito di guerra e numerose decorazioni straniere. Era insignito anche della Medaglia commemorativa della campagna di Spagna e della Medaglia di benemerenza per i volontari della campagna di Spagna.

### Il dopoguerra
Nel giugno 1945 fu promosso tenente colonnello continuando il suo servizio nell'AMI dove raggiunse il grado più alto prima di ritirarsi nel 1970. Come colonnello comandò il 4º Stormo dal 15 ottobre 1952 al 1 novembre 1954 diventato poi 4ª Aerobrigata che comandò dal 1º novembre 1954 al 1 febbraio 1955. Si spense a Roma il 20 maggio 1977.

### Annotazioni
1. ↑  Il 1º ottobre 1935 era transitato in Servizio Permanente Effettivo.
2. ↑  Divenuto poi 18º Gruppo caccia.
3. ↑  Oltre al capitano Minguzzi vi era anche il tenente Carlo Miani.
4. ↑  Uno degli SB probabili fu reclamato dal capitano Minguzzi della 359ª Squadriglia.
5. ↑  Cinque piloti tra cui il tenente Giulio Torresi.
6. ↑  Inizialmente tale velivolo fu rivendicato solo come probabile, ma successivamente l'esito venne aggiornato e la vittoria confermata. Questa è stata probabilmente la prima vittoria conseguita da un pilota italiano volando su questo tipo di velivolo.
7. ↑  Il 10 maggio 1943 il 22º Gruppo passò alle dipendenze del 42º Stormo Intercettori, rimanendovi fino alla data del suo scioglimento.
8. ↑  Questa richiesta deve ancora essere verificata con le corrispondenti perdite USAAF di quel periodo.
9. ↑  Si trattava degli aerei matricole MM.092344 (362-1?), MM.092345 (362-2) e MM.092346 (362-3).
10. ↑  I Re.2005 erano pilotati dal maggiore Minguzzi (Re.2005 "362" MM494) ed altri tre piloti.
11. ↑  Si trattava della matricola MM.495, cioè il secondo prototipo.
12. ↑  Durante questo periodo fu accreditato di 3 vittorie, 6 bombardieri quadrimotori condivisi ed 11 probabili. Questi in 36 sortite ed 8 combattimenti aerei.

### Fonti
1. 1 2 3 4 5 6 7 8 9 10 11 12 13 14 15 16 17 18 19 20 21 22 23 24 25 26 27 28 29 30 31 32 33  Surcity.
2. 1 2 3 4  Ufficio Storico dell'Aeronautica Militare 1977, p. 215.
3. 1 2 3 4 5  Dunning 1988, p. 29.
4. 1 2 3 4 5 6 7 8  Ufficio Storico dell'Aeronautica Militare 1977, p. 216.
5. 1 2 3 4 5 6 7 8 9 10 11  Dunning 1988, p. 30.
6. 1 2 3 4 5  Il Corriere dell'Aviatore n.11/12, novembre-dicembre 2014, p. 43.
7. 1 2 3 4 5 6 7 8 9 10 11  Ufficio Storico dell'Aeronautica Militare 1977, p. 217.
8. 1 2 3  Il Corriere dell'Aviatore n.11/12, novembre-dicembre 2014, p. 44.
9. ↑  Bollettino Ufficiale 1942, dispensa 14, registrato alla Corte dei conti, addì 6 maggio 1942, registro n.20 Aeronautica, foglio n.94.
10. ↑  Bollettino Ufficiale 1942, dispensa 16, pag.744, registrato alla Corte dei conti, addì 12 agosto 1942, registro n.4 Aeronautica, foglio n.235.
11. ↑  Registrato alla Corte dei conti, addì 12 novembre 1951, registro n.7 Aeronautica, foglio n.2.
12. ↑  Registrato alla Corte dei conti, addì 16 novembre 1942, registro n.10, foglio n.340..